# 佐藤方政
佐藤 方政（さとう かたまさ）は、安土桃山時代から江戸時代前期の武将。佐藤秀方（六左衛門）の次男。通称才次郎。別名重秀とも。母は金森長近の姉。美濃国鉈尾山城主。

## 生涯
文禄3年（1594年）、父・秀方の死により領地を継ぐが、代々の名乗りである六左衛門は兄の清重が継いでいる。しかし、小田原征伐へは方政が父の代理で出陣したともされるのは、当時秀方がすでに隠居しており、兄・清重は病弱だったためと考えられる。
慶長3年（1598年）の豊臣秀吉死後は、岐阜城主・織田秀信の帷幕にあった。慶長5年（1600年）の関ヶ原の戦いに際しては西軍に属し、手兵を率いて岐阜城に入城して、戌亥出丸持口を守備した。東軍が迫ると、木曽川で阻止するため秀信自らが出陣。方政は木造具正、百々綱家と共にこれに従軍し、新加納に布陣するが、8月22日の米野の戦いで、福島正則、池田輝政率いる大軍に破れた。岐阜城の戦いでは名前が見られないことから、そのまま戦線を離脱して敗走したと見られる（母の実家の金森家に居候したともいわれる）。戦後に領地と居城は没収され、方政の母の弟でもある飛騨一国の太守金森長近への加増として与えられた。
その後は流浪し、慶長20年（1615年）の大坂夏の陣で豊臣方に加わって参戦。籠城の末、夏の陣の5月7日に戦死した（ただし、方政が、同じく大坂城に入城した佐藤春信と記録が混同していて、入城していないという説もある）。戒名は「佐巌院殿以徳道隣大居士」。
佐藤系図によれば、兄・清重は鉈尾山城滅亡後は養老郡上石津村乙坂に蟄居し、乙坂佐藤家の祖となった。方政の嫡男・八兵衛は、大坂の陣の後、京都所司代の板倉勝重に許され西国大名に仕官したが、程なく病死した。次男の佐太郎は出家し、尾張国熱田の円通寺の住持弧舟となったが、仔細あって遠島になったという。子孫は、岩村藩に仕えた。また、儒学者の佐藤一斎も子孫という。